# 绍衣堂
绍衣堂位于浙江省衢州市龙游县横山镇高山村。绍衣堂建于明洪武年间，四进三开间，面南向，砖木结构。建筑现仅存前两进，第一进由门厅和后廊组成。第二进为正厅，硬山顶，山墙两侧各有一宽近1米的夹弄。1989年12月12日列入浙江省文物保护单位，2013年5月列入第七批全国重点文物保护单位。